# Simfonia núm. 7 (Xostakóvitx)
La Simfonia núm. 7 en do major, Leningrad, op. 60, és una simfonia del compositor rus Dmitri Xostakóvitx escrita l'any 1941. Va ser estrenada per l'orquestra del Teatre Bolxoi sota la direcció de Samuïl Samossud a Kúibixev el 5 de març de 1942, en plena Segona Guerra Mundial. Està dedicada a la ciutat de Leningrad, nom que rebé Sant Petersburg durant el període soviètic.
Va arribar a ser extraordinàriament popular tant a Rússia com a Occident, adoptada com un símbol de la resistència a la invasió alemanya de la Unió Soviètica. Després de la guerra, la reputació de la simfonia va declinar i sovint va ser considerada mera propaganda. En els darrers anys s'ha suggerit que l'obra, i particularment el cèlebre tema de la "invasió" del primer moviment, podria ser també interpretat com una peça anti-estalinista. L'autèntic significat de l'obra és difícil a causa la incertesa que hi ha sobre la data en què el compositor va començar-ne la composició.
Tanmateix, la qualitat musical indiscutible i l'espectacularitat d'aquesta partitura fan que formi part del repertori habitual de les grans orquestres simfòniques.

## Origen i context
L’estiu de 1941, amb les tropes de Hitler avançant implacablement cap a l’est. En aquest context bèl·lic, segons documenta Ivan Martynov, Xostakóvitx s’endinsà en la composició d’una nova simfonia el mes de juliol. Va continuar treballant-hi durant el setge de Leningrad que va començar el 8 de setembre, mitjançant el qual les tropes alemanyes van intentar conquerir la ciutat. El 17 de setembre de 1941, el compositor digué per la Ràdio de Leningrad: «Fa una hora que he acabat la composició de dos moviments d'una gran obra simfònica. Si tinc èxit en aquesta tasca, si aconsegueixo concloure el tercer i quart moviments, potser podré parlar de la meva Setena Simfonia. Per què us dic això? Perquè aleshores els oients que ara ens estan escoltant, sabran que la vida de la nostra ciutat està desenvolupant-se normalment».
A finals de setembre, Xostakóvitx ja havia completat pràcticament el tercer moviment. La partitura quedà enllestida abans d’acabar el 27 de desembre de 1941. El setge va acabar el 27 de gener següent. La simfonia es va donar a conèixer per primer cop el 5 de març de 1942 a Kúibixev (actualment Samara), la ciutat on havia estat traslladat per raons de seguretat amb la seva fanília el 22 d'octubre, i on va acabar completament la simfonia.

## Controvèrsia
Xostakóvitx va assegurar que va escriure aquesta simfonia ràpidament: «Era el mínim que podia fer. La guerra esclatava arreu. Havia d’estar amb el poble i volia retratar el nostre país en guerra, donar-li expressió musical. Des dels primers dies del conflicte em vaig asseure al piano i vaig començar a treballar. Ho vaig fer amb una intensitat màxima, perquè volia compondre una obra sobre el nostre temps, sobre els meus contemporanis, que no estalviaven esforços —ni tan sols la vida— per assegurar la victòria contra l’enemic. Quan no treballava, sortia al carrer i contemplava amb dolor i orgull la meva estimada ciutat... A finals de 1941 havia completat la simfonia, escrita, per dir-ho així, d’un sol traç.»
Però hi ha discrepància sobre l'època en què va començar a treballar-hi a Leningrad: oficialment, es deia que l’havia compost com a resposta a la invasió alemanya. En les seves memòries, el violinista Rostislav Dubinski afirmava que Xostakóvitx ja havia completat el primer moviment un any abans. Segons declaracions atribuïdes al compositor al llibre de Solomon Volkov Testimony, havia planificat la simfonia abans de l’atac alemany i tenia al cap «altres enemics de la humanitat» quan va compondre el “tema de la invasió” del primer moviment. Al mateix llibre, també se li atribueix la declaració que, en dedicar la simfonia a Leningrad, pensava no en la ciutat assetjada pels alemanys, sinó en «aquella que Stalin va destruir i Hitler simplement va acabar d’anorrear». Segons Volkov, Xostakóvitx va assegurar que «La guerra va portar molt de dolor nou i molta destrucció nova, però no he oblidat els anys terribles d’abans de la guerra. És d’això que parlen totes les meves simfonies a partir de la Quarta, incloses la Setena i la Vuitena.»
L’any 1937, el terror assolí la seva màxima intensitat, i Leningrad en fou una de les grans damnificades a causa de les purgues. El jove Xostakóvitx havia estat protegit pel mariscal Mikhaïl Tukhatxevski i, formant part del seu entorn, tenia raons de sobres per viure atemorit quan Stalin ordenà l’execució del mariscal aquell mateix any. «No em molesta que es parli de la Setena com a “Leningrad” —afegia—, però no parla de la Leningrad assetjada, sinó de la Leningrad que Stalin va devastar i que Hitler només va rematar.»
Xostakóvitx no era amic de parlar del que ell anomenava «plans creatius», i preferia anunciar les seves obres un cop ja estaven acabades. Solia dir: «Penso lentament però escric de pressa». En la pràctica, això volia dir que Xostakóvitx solia tenir l’obra completament estructurada mentalment abans de començar-la a escriure. La simfonia Leningrad no s’hauria anunciat públicament sense el consentiment del compositor, així que molt probablement Xostakóvitx ja tenia una idea clara, en aquell moment, de què havia de representar la seva Setena Simfonia.
El crític musical soviètic Lev Lebedinski, amic del compositor durant anys, va confirmar després de l’inici de la glàsnost (transparència) sota el govern de Mikhaïl Gorbatxov que Xostakóvitx ja havia concebut la Setena Simfonia abans de la invasió de Hitler a Rússia: «El famós tema del primer moviment, Xostakóvitx l’havia concebut inicialment com el tema de Stalin (com sabien els amics més propers del compositor). Just després que esclatés la guerra, el compositor el va anomenar tema anti-Hitler. Més endavant, Xostakóvitx es referia a aquell tema alemany com al tema del mal, cosa que era del tot certa, ja que el tema era tant anti-Hitler com anti-Stalin, encara que la comunitat musical internacional només es va fixar en la primera de les dues definicions».
Un altre testimoni important fou la jove del polític Maksim Litvínov, qui havia estat ministre d’Afers Exteriors soviètic abans de la guerra i que fou destituït per Stalin. Durant la guerra, va sentir Xostakóvitx interpretar la Setena Simfonia al piano en un cercle privat. Després, els convidats van comentar la música: «I llavors, Xostakóvitx va dir pensativament: és clar, tracta del feixisme, però la música, la música autèntica, mai no està lligada literalment a un tema. El feixisme no és només el nacionalsocialisme, i aquesta és música sobre el terror, l’esclavatge i l’opressió de l’esperit. Més endavant, quan Xostakóvitx es va acostumar a mi i va començar a confiar-hi, va dir obertament que la Setena (i també la Cinquena) no eren només sobre el feixisme, sinó també sobre el nostre país i, en general, sobre tota tirania i totalitarisme».
Tot i que Xostakóvitx només podia expressar-se amb aquesta franquesa dins d’un cercle molt reduït d’amics, això no li va impedir de suggerir —fins i tot a la premsa soviètica— que la Setena Simfonia amagava un missatge més profund. Per exemple, va insistir que el «centre de gravetat» del primer moviment no era pas la secció de la invasió —aquella que interessava més als periodistes—, sinó la música tràgica que venia tot seguit, la qual va descriure com «una marxa fúnebre o, més aviat, un rèquiem». I hi afegí: «Després del rèquiem arriba un episodi encara més tràgic. No sé ben bé com caracteritzar aquesta música. Potser són les llàgrimes d’una mare, o fins i tot la sensació que el dolor és tan gran que ja no en queden, de llàgrimes».

## Representacions
Aquesta simfonia té un significat especial per al poble de Leningrad, tot i que no va ser la Filharmònica de Leningrad qui en va fer l’estrena. L'estrena absoluta va tenir lloc a Samara el 5 de març de 1942. L'orquestra del Teatre Bolxoi, dirigida per Samuïl Samossud, en va fer una entusiasta interpretació que va ser retransmesa per ràdio a tota la Unió Soviètica, i després a Occident. L'estrena moscovita va tenir lloc el 29 de març de 1942 a la Sala de les Columnes de la Casa de les Unions, per una orquestra conjunta composta per l'orquestra del Bolxoi i l'orquestra d'Unió Ràdio.
En aquell context, l’interès que la música soviètica despertava a Occident —i especialment l’obra de Xostakóvitx— era intensíssim. La partitura de la nova simfonia va ser microfilmada i enviada en una autèntica odissea logística: primer en avió fins a Teheran, després per terra fins al Caire i finalment en vol cap als Estats Units. Un cop allà, les grans cadenes de ràdio nord-americanes es disputaren el privilegi d’oferir-ne l’estrena. Tot i que Leopold Stokowski, que ja havia gravat les primeres simfonies del compositor per a l’audiència occidental, semblava el candidat natural, fou Arturo Toscanini, al capdavant de l’Orquestra Simfònica de l'NBC, qui s’endugué l’honor de dirigir la primera interpretació a Nova York el 19 de juliol de 1942. Aquesta interpretació en estudi que va ser difosa per ràdio a tot el país. Aquesta versió seria posteriorment editada en disc per la companyia RCA Victor. Aviat s’hi afegiren altres batutes il·lustres com Koussevitzky, Mitropoulos, Ormandy, Rodzinski i el mateix Stokowski.
L'estrena radiofònica a l'Europa occidental va tenir lloc a Londres el 22 de juny de 1942 per l'Orquestra Filharmònica de Londres sota la direcció de Henry Wood i la de concert s'esdevingué als Proms, al Royal Albert Hall.
L'estrena a Leningrad, ciutat a la qual està dedicada la simfonia, va tenir lloc el 9 d'agost de 1942 per l'Orquestra de la Ràdio de Leningrad (l'única orquestra simfònica que romania a la ciutat) sota la direcció de Karl Eliasberg. Leningrad encara estava encerclada. La partitura hi va ser tramesa per via aèria en un vol nocturn a principis de juliol per tal que pogueren començar els assaigs, i un equip de copistes, malgrat l'escassesa de materials, va treballar durament durant dies per a preparar les particel·les. Als membres de l'orquestra els van ser proporcionades racions especials d'aliment per a ajudar-los a enfrontar el concert, i s'hi van reclutar instrumentistes extra per a reemplaçar a aquells que estaven en el front, evacuats o morts. Durant el concert, els altaveus van fer arribar la interpretació a tota la ciutat i, com a guerra psicològica, a les forces alemanyes que l'assetjaven. Els alemanys van ser prèviament bombardejats per a garantir el seu silenci durant la interpretació de la simfonia.

## Acollida
Durant la guerra, l'obra es va fer molt popular tant a l'oest com a l'URSS, com a símbol de l'esperit de lluita rus. Va ser interpretada seixanta-dues vegades als Estats Units d'Amèrica durant la temporada 1942-43. No obstant això, alguns crítics es van mostrar alarmats per la seua aparent cruesa; Virgil Thomson va escriure que "Sembla que ha estat composta per a deficients mentals, per a persones sense sensibilitat musical o per a trastornats". Després de la guerra, aquesta opinió sobre l'obra, com a desmesurada propaganda soviètica, va prevaler. En els anys recents ha reconquistat part de la seua popularitat, junt a la resta de l'obra de Xostakóvitx, i la peça ha començat a ser considerada com una condemna tant del nazisme com del totalitarisme soviètic.
Xostakóvitx va rebre el Premi Stalin per aquesta simfonia.

## Estructura
La simfonia té quatre moviments:
1. Allegretto
2. Moderato (poco allegretto)
3. Adagio
4. Allegro non troppo

Originalment, els quatre moviments tenien títols programàtics: Guerra, Records, Els amplis espais del nostre país i Victòria. Encara que Xostakóvitx finalment prescindí d’aquests títols, no es desmarcà del caràcter narratiu que transmetien.

## Anàlisi musical
Es tracta de la simfonia més llarga de Xostakóvitx, amb aproximadament una hora i quinze minuts de durada.
El primer moviment, un Allegretto, és el de major envergadura i ocupa vuitanta pàgines de les cent noranta-sis totals de la partitura. Xostakóvitx hi comença retratant una quotidianitat serena i harmoniosa, però, un cop exposat aquest ambient inicial, trenca amb les formes tradicionals i introdueix un episodi insòlit: una melodia marcial sobre un ritme obstinat de caixa, que progressivament s’intensifica amb la incorporació d’altres percussions. El fragment més cèlebre és l'anomenat tema de la invasió del primer moviment, amb una vivaç marxa amb un únic tema de divuit compassos acompanyada per un ritme ostinato marcat per la caixa, que es repeteix dotze vegades (una d'elles doble, és a dir fragmentada, que interpreta l'oboè respost pel fagot a la manera d'eco) en crescendo, en certa manera semblantment al Bolero de Ravel. La marxa té una durada aproximada d'onze minuts i tradicionalment s'ha contemplat com un retrat dels invasors feixistes. En els darrers anys, alguns estudiosos han argumentat que en realitat la marxa representa la destrucció de Rússia sorgida des de dins, assenyalant que el tema està format per fragments de temes populars russos. Volkov ha dit que el seu subtil inici representa més una insidiosa presa de control que no pas una invasió violenta en tota regla. Flora Litvinova, amiga del compositor, va manifestar que en realitat l'obra no era «sobre el feixisme, sinó sobre el nostre propi sistema».
El segon i tercer moviments són un vacil·lant scherzo i un penetrant adagio respectivament, als quals segueix un inflexible i triomfant finale.

## Orquestració
La simfonia està escrita per una gran orquestra que requereix:
Instruments de vent de fusta
3 Flautes (2a doblada a flautí, 3a doblada a flauta contralt)
2 Oboès
Corn anglès
2 Clarinets en si bemoll i en la.
Requint, també anomenat Clarinet en mi bemoll o "Clarinet piccolo" (doblant el 3r clarinet)
Clarinet baix
2 Fagots
Contrafagot
Instruments de metall
8 Trompes (en dos grups de quatre)
6 trompetes (en dos grups de tres)
6 Trombons (en dos grups de tres)
Tuba
Percussió
5 Timbales
Bombo
Caixa (almenys una; recomanable dues o tres)
Tam-tam
Plats, dos de bessons més un de fix.
Xilòfon
Triangle
Caixes xineses
Pandereta
Instruments de teclat
Piano
Instruments de corda
2 Arpes, i un mínim de:
16 Violins primers
14 Violins segons
12 Violes
10 Violoncels
8 Contrabaixos

## Curiositats
- S'ha dit que Béla Bartók va citar el tema de la marxa del primer moviment en l'Intermezzo interrotto del seu Concert per a orquestra. Tot i que l'esmentada "citació" està lluny de ser exacta, i no hi apareix cap prova d'intenció satírica o paròdica, la semblança ha estat interpretada sovint com una acusació del mal gust; com un comentari sobre l'excés de popularitat de la simfonia a ulls de Bartók, i com un retrat de la posició de l'artista en una societat totalitària.
- Tant l'inici del primer moviment com el tema de la invasió apareixen de manera destacada en un episodi de 'El Dia de Sagitari' de l'anime Suzumiya Haruhi no Yūutsu.
- Quan l'Orquestra Simfonia Estatal de la RDPC va enregistrar el seu 15è disc compacte, editat pel segell Kwangmyong l'any 2005, va triar aquesta simfonia. Va ser el primer CD editat a Corea del Nord en contenir només 'Música clàssica estrangera' i el de més durada de tota Corea del Nord.
- Part del primer moviment va ser utilitzat per Ken Russell en el clímax de la seua pel·lícula Billion-Dollar Brain.